# Oxydia inopia
Oxydia inopia är en fjärilsart som beskrevs av Paul Dognin 1901. Oxydia inopia ingår i släktet Oxydia och familjen mätare. Inga underarter finns listade i Catalogue of Life.